# Братское (Гребениковский сельский совет)
Бра́тское (укр. Братське) — село,
Гребениковский сельский совет,
Тростянецкий район,
Сумская область,
Украина.
Код КОАТУУ — 5925081602. Население по переписи 2001 года составляло 61 человек .

## Географическое положение
Село Братское находится на расстоянии в 1 км от села Градское и в 2-х км от села Гребениковка.
Рядом проходит автомобильная дорога Н-12.

## Экономика
- Молочно-товарная ферма.